# Stadion 19 Września
Stadion 19 Września (tur. 19 Eylül Stadyumu) – wielofunkcyjny stadion w Ordu, w Turcji. Może pomieścić 11 024 widzów. Swoje spotkania rozgrywa na nim drużyna Orduspor.